# غمان (أذربيجان الغربية)
غمان هي قرية في مقاطعة سردشت، إيران. عدد سكان هذه القرية هو 399 في سنة 2006.